# Park Narodowy Una
Park Narodowy Una (bośn. Nacionalni park Una) – park narodowy w północno-zachodniej części Bośni i Hercegowiny utworzony w 2008 roku wokół górnego biegu rzeki Una i dolnego rzeki Unac. Park rozciąga się wzdłuż granicy z Chorwacją i znajduje się w odległości ok. 30 km od Parku Narodowego Jezior Plitwickich.

## Opis
Bogactwo przyrodnicze doliny Umy od dawna stanowiło przedmiot zainteresowania przyrodników. W 1985 r. powstało społeczne stowarzyszenie, które postawiło sobie za cel objęcie tego regionu ochroną instytucjonalną. W 2001 r. stowarzyszenie wraz z władzami miasta Bihać wystąpiły do rządu Federacji Bośni i Hercegowiny z wnioskiem o utworzenie na przedmiotowym terenie parku narodowego. Park Narodowy Una o powierzchni 19 800 ha został utworzony na mocy ustawy z 29 maja 2008 roku „Prawo o Parku Narodowym Una”. Powstał on w celu ochrony terenów wokół górnego biegu rzeki Una i Unac.

## Flora
Warunki ekologiczne w parku umożliwiają rozwój różnorodnych zbiorowisk roślinnych i występowanie tu bogatej flory obejmującej ponad 1900 gatunków (rośnie tu ponad 52% wszystkich gatunków obecnych w Bośni i Hercegowinie).
Ok. 2/3 powierzchni Parku pokrywają lasy, których część podlega ochronie ścisłej. Dominują buczyny, których najcenniejsze fragmenty zachowały się w północnej części Parku, w masywie Ljutoča (1168 m n.p.m.) i V. Ljutoča (941 m n.p.m.). Pozostałe obszary pokrywają liściaste lasy mieszane ze znacznym udziałem kilku gatunków dębów. W wyższych położeniach, na kamienistych zboczach, dominują kserotermiczne zespoły z dębem omszonym, grabem wschodnim i chmielograbem europejskim. Gatunki te, występujące tu w formach krzaczastych, tworzą zwarte łany trudne do przebycia. Na łagodniejszych stokach i głębszych, żyźniejszych glebach, rosną dąbrowy z dębem burgundzkim i bezszypułkowym. W niższych położeniach, na wilgotniejszych stanowiskach, spotkamy lasy z dębem szypułkowym i grabem pospolitym. Dna szerszych dolin rzecznych zajmują lasy łęgowe z wierzbą białą i olszą czarną.
Na obszarze parku występują rzadkie gatunki roślin, m.in.: goryczka żółta (Gentiana lutea), goryczka kropkowana (Gentiana punctata), szarotka alpejska (Leontopodium alpinum) i kosodrzewina (Pinus mugo). Do endemitów należy dzwonek uński (Campanula unensis), którego nazwa gatunkowa pochodzi od rzeki Una, oraz kosaciec Iris reichenbachii var. bosniaca.

## Fauna
Ssaki
W parku występuje ok. 60 gatunków ssaków. Z dużych drapieżników są to niedźwiedź brunatny (6-7 osobników) i wilk (jedna wataha rodzinna). Liczna jest wydra. Z gatunków rzadziej spotykanych występuje tu śnieżnik europejski (Chionomys nivalis) i nornik alpejski (Microtus multiplex).
Ptaki
Na terenie parku odnotowano ponad 120 gatunków ptaków. Występują tu gatunki takie jak: głuszec zwyczajny (Tetrao urogallus), jarząbek zwyczajny (Tetrastes bonasia), derkacz zwyczajny (Crex crex), orzeł przedni (Aquila chrysaetos), sokół wędrowny (Falco peregrinus).
Gady i płazy
W parku stwierdzono występowanie 12 gatunków gadów i 10 gatunków płazów. Należą do nich: łusecznica wspaniała (Algyroides nigropunctatus), Iberolacerta horvathi, Lacerta agilis bosnica, Arheolacerta horvathi, traszka bladoskóra (Triturus carnifex), salamandra czarna (Salamandra atra), odmieniec jaskiniowy (Proteus anguinus).
Ryby
W wodach na terenie parku występuje 15 gatunków ryb. Należą do nich: lipień pospolity (Thymallus thymallus), głowacz białopłetwy (Cottus gobio), kleń (Leuciscus cephalus), strzebla potokowa (Phoxinus phoxinus).